# Tom Lenk
Thomas Loren "Tom" Lenk (nascido em 16 de junho de 1976) é um ator de televisão estadunidense mais conhecido por seu papel recorrente como Andrew Wells na série de televisão Buffy the Vampire Slayer e sua spin-off na série Angel.

## Início da vida
Lenk nasceu em Camarillo na Califórnia, filho de Pam, uma professora e Fred Lenk um tocador de tuba, professor de música do ensino médio, e administrador do distrito de rede de informática da escola. Ele participou Adolfo Camarillo High School. Ele se formou na UCLA com um Bacharel em Artes.

## Carreira
Lenk já apareceu em vários episódios de Buffy the Vampire Slayer e 27 episódios na série Angel, na série Joey, House MD, Six Feet Under, Eli Stone e How I Met Your Mother. Ele também teve pequenos papéis em filmes o Date Movie, The Number 23 e Transformers. Lenk apareceu na Web série Border Patrol que estreou em junho de 2008 em Atom.com. Em 2009 Lenk apareceu como ator convidado em Nip/Tuck.
Lenk realizou em junho de 2012 edição de Don't Tell My Mother! (Live Storytelling), um showcase mensal em que os autores, roteiristas, atores e comediantes compartilhavam histórias verdadeiras que nunca iria querer suas mães soubessem. Em 2013, Lenk entrou para os próximos Lifetime série Witches of East End como Hudson Rafferty.

## Vida Pessoal
Lenk é gay.

## Filmografia
| Ano  | Filmes                    | Personagens            | Notas          |
| ---- | ------------------------- | ---------------------- | -------------- |
| 1997 | Boogie Nights             | Uncle Floyd's Boy #2   |                |
| 1999 | Boy Next Door             | Chris                  |                |
| 2000 | And Then Came Summer      | Drunk boy at party     |                |
| 2004 | Window Theory             | Sean                   |                |
| 2004 | Straight-Jacket           | Teddy                  |                |
| 2004 | Bandwagon                 | Tom Lenk               |                |
| 2005 | Loretta                   | Billy                  | Curta-Metragem |
| 2006 | Date Movie                | Frodo                  |                |
| 2006 | The Thirst                | Kronos                 |                |
| 2007 | The Number 23             | Bookstore Clerk        |                |
| 2007 | Equal Opportunity         | Thomas the Tank Engine |                |
| 2007 | Transformers              | Analyst                |                |
| 2007 | Boogeyman 2               | Perry                  |                |
| 2010 | My Girlfriend's Boyfriend | David Young            |                |
| 2012 | The Cabin in the Woods    | Ronald                 |                |
| 2012 | Much Ado About Nothing    | Verges                 |                |

| Ano       | Serie                    | Personagens                             | Notas                                       |
| --------- | ------------------------ | --------------------------------------- | ------------------------------------------- |
| 2000      | Judging Amy              | Alan Higgins                            | Episódio: "The God Thing"                   |
| 2000–2003 | Buffy the Vampire Slayer | Cyrus (Minion of Harmony), Andrew Wells | Recorrente em 27 episódios                  |
| 2001      | Popular                  | Chicken Delivery Guy                    | Episódio: "The Brain Game"                  |
| 2001      | Ruling Class             |                                         | Unsold TV-Pilot                             |
| 2004      | Mystery Girl             |                                         | Unsold UPN TV-Pilot                         |
| 2004      | Angel                    | Andrew Wells                            | Episódios: "Damage", "The Girl in Question" |
| 2004      | Six Feet Under           | Young Poet                              | Episódio: "In Case of Rapture"              |
| 2004      | Joey                     | Thomas                                  | Episódio: "Joey and the Big Audition"       |
| 2005      | House MD                 | Allen                                   | Episódio: "Spin"                            |
| 2006      | How I Met Your Mother    | Scott                                   | Episódio: "Swarley"                         |
| 2007      | Nurses                   | MRI Technician                          |                                             |
| 2008      | G.I.L.F.                 | Tevor                                   | Web series                                  |
| 2008      | Eli Stone                | WPK Assistant                           | Episódio: "Heal the Pain"                   |
| 2008      | Samantha Who?            | Coffee shop clerk                       | Episódio: "The Girlfriend" "The Boss"       |
| 2008      | Do Not Disturb           | Victor                                  | Episódio: "Pilot"                           |
| 2009      | Trust Me                 | Anti Corporate Idealist                 | Episódio: "Odd Man Out"                     |
| 2009      | Nip/Tuck                 | Corey                                   | Episódio: "Enigma"                          |
| 2011      | The Guild                | Ele Mesmo                               | Episódio: "Social Traumas"                  |
| 2011      | Greek                    | Tour Guide Smith                        | Episódio: "Legacy"                          |
| 2011      | Psych                    | Lucien                                  | Episódio: "This Episode Sucks"              |
| 2013      | Witches of East End      | Hudson Rafferty                         | Personagem Recorrente                       |

### Ligações Externas
- Tom Lenk. no IMDb.
- «Sítio oficial»